# 阿尔文特·尤利安托·钱德拉
阿尔文特·尤利安托（1980年7月11日—）或譯作阿尔文，全名阿尔文特·尤利安托·钱德拉（英語：Alvent Yulianto Chandra），印尼男子羽毛球運動員，專長雙打項目。

## 簡歷

### 2010年亞運會
2010年11月，阿尔文特·尤利安托代表印尼出戰廣州亞運會，參加羽毛球比賽的男子雙打及男子團體項目，奪得兩面銅牌。

### 2013年世錦賽
2013年8月，阿尔文特·尤利安托參加中國廣州舉行的世界羽毛球錦標賽，與马尔基斯·基多以15號種子身分出戰男子雙打項目。他們首圈輪空，第二圈即以2比1力克印度組合晉級；但在第三圈就以0比2（19-21、17-21）不敵印尼隊友、6號種子的亨德拉·塞蒂亚万/穆罕默德·阿赫桑，16強止步。

## 主要比賽成績
只列出曾進入準決賽的國際賽事成績：
| 年份   | 賽事                     | 公開賽級別 | 項目     | 拍檔                   | 成績   |
| ------ | ------------------------ | ---------- | -------- | ---------------------- | ------ |
| 2001年 | 亞洲羽毛球錦標賽         | 其他       | 男子雙打 | 亨德拉·阿普利达·古纳万 | 季軍   |
| 2003年 | 亞洲羽毛球錦標賽         | 其他       | 男子雙打 | 卢卢克·哈迪扬托        | 季軍   |
| 2006年 | 亞洲羽毛球錦標賽         | 其他       | 男子雙打 | 卢卢克·哈迪扬托        | 季軍   |
| 2007年 | 中國羽毛球大師賽         | 超級賽     | 男子雙打 | 卢卢克·哈迪扬托        | 準決賽 |
| 2007年 | 日本羽毛球超級賽         | 超級賽     | 男子雙打 | 卢卢克·哈迪扬托        | 亞軍   |
| 2007年 | 香港羽毛球超級賽         | 超級賽     | 男子雙打 | 卢卢克·哈迪扬托        | 準決賽 |
| 2008年 | 韓國羽毛球超級賽         | 超級賽     | 男子雙打 | 卢卢克·哈迪扬托        | 亞軍   |
| 2009年 | 馬來西亞羽毛球超級賽     | 超級賽     | 男子雙打 | 亨德拉·阿普利达·古纳万 | 亞軍   |
| 2009年 | 印度羽毛球黃金大獎賽     | 黃金大獎賽 | 男子雙打 | 亨德拉·阿普利达·古纳万 | 準決賽 |
| 2009年 | 馬來西亞羽毛球黃金大獎賽 | 黃金大獎賽 | 男子雙打 | 亨德拉·阿普利达·古纳万 | 準決賽 |
| 2009年 | 菲律賓羽毛球黃金大獎賽   | 黃金大獎賽 | 男子雙打 | 亨德拉·阿普利达·古纳万 | 亞軍   |
| 2009年 | 泰國羽毛球黃金大獎賽     | 黃金大獎賽 | 男子雙打 | 亨德拉·阿普利达·古纳万 | 準決賽 |
| 2009年 | 印尼羽毛球國際挑戰賽     | 國際挑戰賽 | 男子雙打 | 亨德拉·阿普利达·古纳万 | 冠軍   |
| 2009年 | 印尼羽毛球國際挑戰賽     | 國際挑戰賽 | 混合雙打 | Santoso Mona           | 準決賽 |
| 2009年 | 中華台北羽毛球黃金大獎賽 | 黃金大獎賽 | 男子雙打 | 亨德拉·阿普利达·古纳万 | 準決賽 |
| 2009年 | 日本羽毛球超級賽         | 超級賽     | 男子雙打 | 亨德拉·阿普利达·古纳万 | 準決賽 |
| 2009年 | 香港羽毛球超級賽         | 超級賽     | 男子雙打 | 亨德拉·阿普利达·古纳万 | 準決賽 |
| 2010年 | 馬來西亞羽毛球超級賽     | 超級賽     | 男子雙打 | 亨德拉·阿普利达·古纳万 | 準決賽 |
| 2010年 | 馬來西亞羽毛球黃金大獎賽 | 黃金大獎賽 | 男子雙打 | 亨德拉·阿普利达·古纳万 | 亞軍   |
| 2010年 | 澳門羽毛球黃金大獎賽     | 黃金大獎賽 | 男子雙打 | 亨德拉·阿普利达·古纳万 | 亞軍   |
| 2011年 | 瑞士羽毛球黃金大獎賽     | 黃金大獎賽 | 男子雙打 | 亨德拉·阿普利达·古纳万 | 準決賽 |
| 2011年 | 澳洲羽毛球黃金大獎賽     | 黃金大獎賽 | 男子雙打 | 亨德拉·阿普利达·古纳万 | 準決賽 |
| 2011年 | 印度羽毛球超級賽         | 超級賽     | 男子雙打 | 亨德拉·阿普利达·古纳万 | 準決賽 |
| 2011年 | 馬來西亞羽毛球黃金大獎賽 | 黃金大獎賽 | 男子雙打 | 亨德拉·阿普利达·古纳万 | 亞軍   |
| 2011年 | 泰國羽毛球黃金大獎賽     | 黃金大獎賽 | 男子雙打 | 亨德拉·阿普利达·古纳万 | 亞軍   |
| 2011年 | 新加坡羽毛球超級賽       | 超級賽     | 男子雙打 | 亨德拉·阿普利达·古纳万 | 亞軍   |
| 2011年 | 中華台北羽毛球黃金大獎賽 | 黃金大獎賽 | 男子雙打 | 亨德拉·阿普利达·古纳万 | 準決賽 |
| 2011年 | 澳門羽毛球黃金大獎賽     | 黃金大獎賽 | 男子雙打 | 亨德拉·阿普利达·古纳万 | 準決賽 |
| 2012年 | 瑞士羽毛球黃金大獎賽     | 黃金大獎賽 | 男子雙打 | 亨德拉·阿普利达·古纳万 | 準決賽 |
| 2012年 | 荷蘭羽毛球大獎賽         | 大獎賽     | 男子雙打 | 马尔基斯·基多          | 冠軍   |
| 2012年 | 澳門羽毛球黃金大獎賽     | 黃金大獎賽 | 男子雙打 | 马尔基斯·基多          | 準決賽 |
| 2013年 | 瑞士羽毛球黃金大獎賽     | 黃金大獎賽 | 男子雙打 | 马尔基斯·基多          | 準決賽 |
| 2013年 | 馬來西亞羽毛球黃金大獎賽 | 黃金大獎賽 | 男子雙打 | 马尔基斯·基多          | 準決賽 |

| 2007-2017年 | 首要超級賽 | 超級賽 | 黃金大獎賽 | 大獎賽 | 國際挑戰賽 | 國際系列賽 | 未來系列賽 | 其他 |

| 2018-2026年 | 總決賽 | 超級1000賽 | 超級750賽 | 超級500賽 | 超級300賽 | 超級100賽 | 國際挑戰賽 | 國際系列賽 | 未來系列賽 | 其他 |

### 奧運會和世錦賽參賽紀錄
|          | 搭檔                   | 2004 | 2005 | 2006 | 2007 | 2008 | 2009 | 2010 | 2011 | 2012 | 2013 |
| -------- | ---------------------- | ---- | ---- | ---- | ---- | ---- | ---- | ---- | ---- | ---- | ---- |
| 男子雙打 | 盧盧克·哈迪揚托        | 16強 | 季軍 | 8強  | 16強 | 16強 | －   | －   | －   | －   | －   |
| 男子雙打 | 亨德拉·阿普利达·古纳万 | －   | －   | －   | －   | －   | －   | 32強 | －   | －   | －   |
| 男子雙打 | 马尔基斯·基多          | －   | －   | －   | －   | －   | －   | －   | －   | －   | 16強 |